# Yavad Fakurí
Yavad Fakurí (en persa: جواد فکوری‎) (n. en Tabriz, Irán, el 3 de enero de  1939 – m. el 29 de septiembre de 1981 en ?, en Irán) fue un militar y ministro de Defensa de la República Islámica de Irán.

## Carrera
Fakurí fue comandante de la Fuerza Aérea de Irán con el rango de coronel. Con el consentimiento del ayatolá Jomeini, el entonces presidente Abolhasán Banisadr lo nombró para este cargo.
Fakurí fue comandante de la Fuerza Aérea iraní en los inicios de la Guerra Irán-Irak (1980-1988). También se desempeñó como Ministro de Defensa a partir de la primavera de 1981 hasta septiembre del mismo año. Reemplazó a Mostafa Chamran en ese cargo cuando éste murió en la guerra. Musá Namyú lo sucedió como Ministro de Defensa el 2 de septiembre de 1981; Namyú moriría, junto con Fakurí, en el mismo accidente aéreo casi un mes después. Mohammad Salimi lo sustituyó como Ministro de Defensa en 1981.

## Muerte

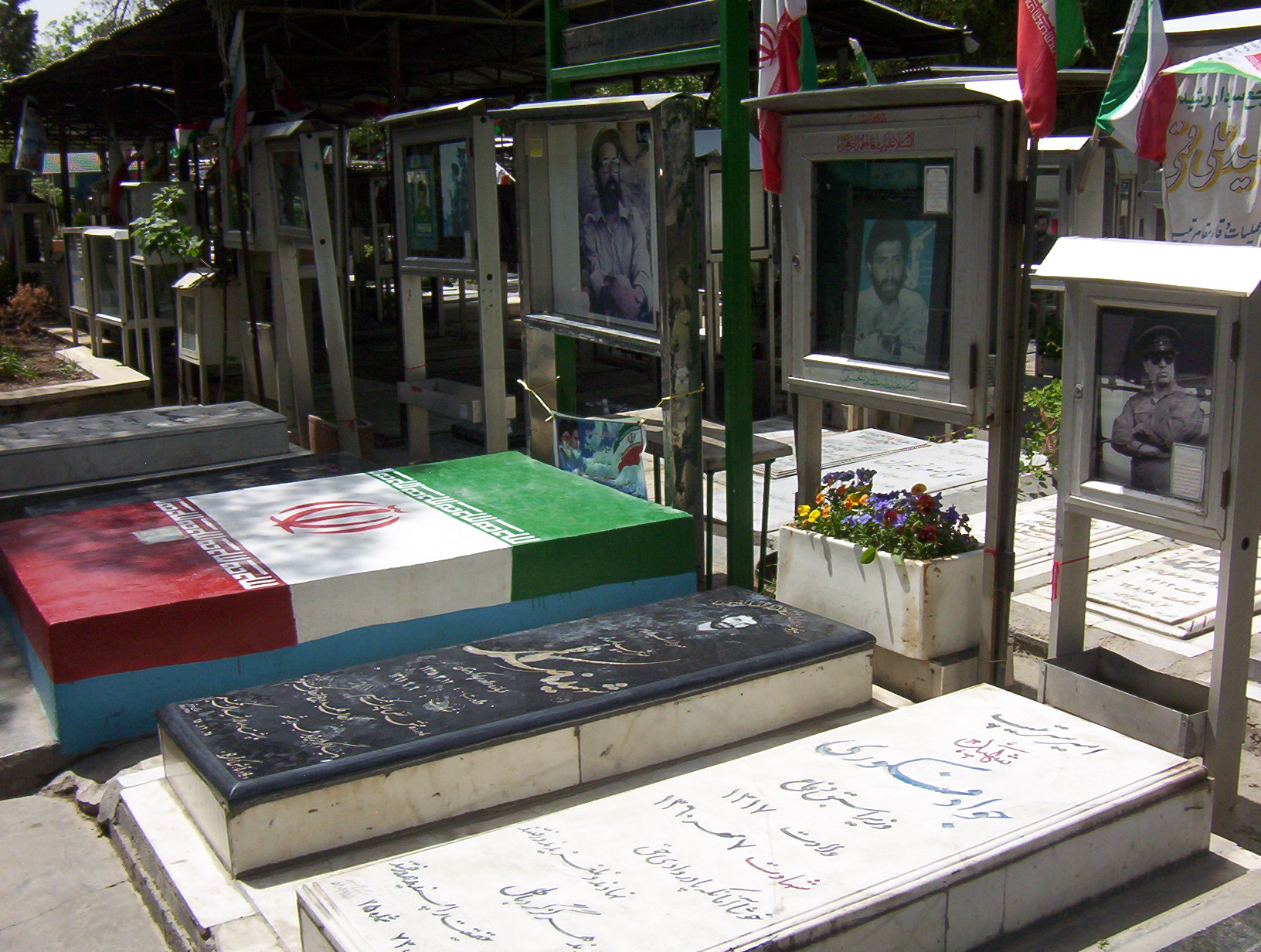
Sepulcro de Fakurí, Kazemí, Chamrán y Namyú.

Fakoori murió en un accidente aéreo desempeñando el rango de Coronel y fue ascendido póstumamente a General de División.